# Rhinolophus hipposideros
Petit rhinolophe, Petit fer à cheval
Espèce
Répartition géographique
Statut CITES
Statut de conservation UICN

 LC  : Préoccupation mineure
Rhinolophus hipposideros, appelé Petit rhinolophe, Petit rhinolophe fer à cheval ou Petit fer à cheval,, u Topu Pinnutu au cap Corse, est une espèce de chauves-souris de la famille des Rhinolophidés, décrite pour la première fois en 1800 par George Montagu.
Le Petit rhinolophe est le plus petit et le plus septentrional des rhinolophes européens. Comme tous les rhinolophes, il émet les ultrasons par le nez et non par la bouche comme les autres microchiroptères. Le Petit rhinolophe, autrefois l'une des chauves-souris les plus fréquentes d'Europe, est devenu très rare durant ces dernières décennies, et représente une des espèces animales ayant le plus souffert de la pollution et de la transformation des habitats par l'agriculture intensive.

## Description
Le Petit rhinolophe est une très petite chauve-souris, l'une des plus petites d'Europe. Il ne pèse que 4 à 7 grammes. Véritable mammifère miniature, il donne une impression de grande fragilité lorsqu'il est découvert en hivernation, suspendu sur n'importe quel support dans les caves ou les grottes. Il est alors entièrement enveloppé dans ses ailes qui forment une capsule très caractéristique. Cette chauve-souris est également remarquable, parmi les espèces européennes, en raison de la largeur de ses ailes par rapport à leur longueur. Cette grande surface de patagium permet un vol lent et une grande manœuvrabilité. Le Petit rhinolophe papillonne ainsi avec une très grande agilité dans la végétation dense.
Ses mensurations sont,:
- tête et corps : 37 mm à 45 mm
- avant-bras : 36,1 mm à 39,6 mm
- queue : 23 mm à 33 mm
- oreille : 12 mm à 18 mm
- longueur du crâne : 14,4 mm à 15,8 mm
- envergure[7] : 192 mm à 254 mm
- poids : 4 g à 7 g

Sa tête, comme celle des autres rhinolophes, rappelle bien des gargouilles médiévales. Ses oreilles sont larges, très ouvertes et orientées vers l'avant, sans tragus, arrondies et nettement pointues au sommet vers les côtés externes. Son nez est feuillé complexe en forme de fer à cheval et paraît plus grand, relativement à la taille de l'animal, que celui des autres rhinolophes.
Espèce spécialisée dans la capture de petits insectes au ras de la végétation, elle utilise pour l'écholocation des ultrasons de fréquence élevée, dans la bande des 108 kHz à 114 kHz. Ces fréquences élevées ont une faible portée mais permettent de localiser les fines structures avec une grande précision.

## Répartition
Le Petit rhinolophe est présent dans l'ensemble du bassin méditerranéen, en Europe moyenne jusque dans les îles Britanniques et en Asie de l'Ouest. Il est présent dans quasiment toute la France. 
En Tunisie, la présence de l'espèce est limitée à la zone climatique humide (le nord du pays). Les individus n'y ont montré aucune différence morphologique avec ceux d'Europe.

## Habitat
Le Petit rhinolophe chasse en forêt, surtout avec un sous-étage buissonnant, et dans des milieux semi-ouverts à la végétation très structurée. Il affectionne surtout les bocages constitués de prairies pâturées entrecoupées de haies arborées et étagées ainsi que les lisières des boisements, mais aussi les parcs et les villages avec nombreux jardins et vergers. La présence de milieux aquatiques (rivières, zones humides) semble importante, en particulier pour les femelles reproductrices. En Afrique du Nord, les sous-espèces escalerae et midas chassent dans les oasis, les jardins et des terrains à maigre végétation.

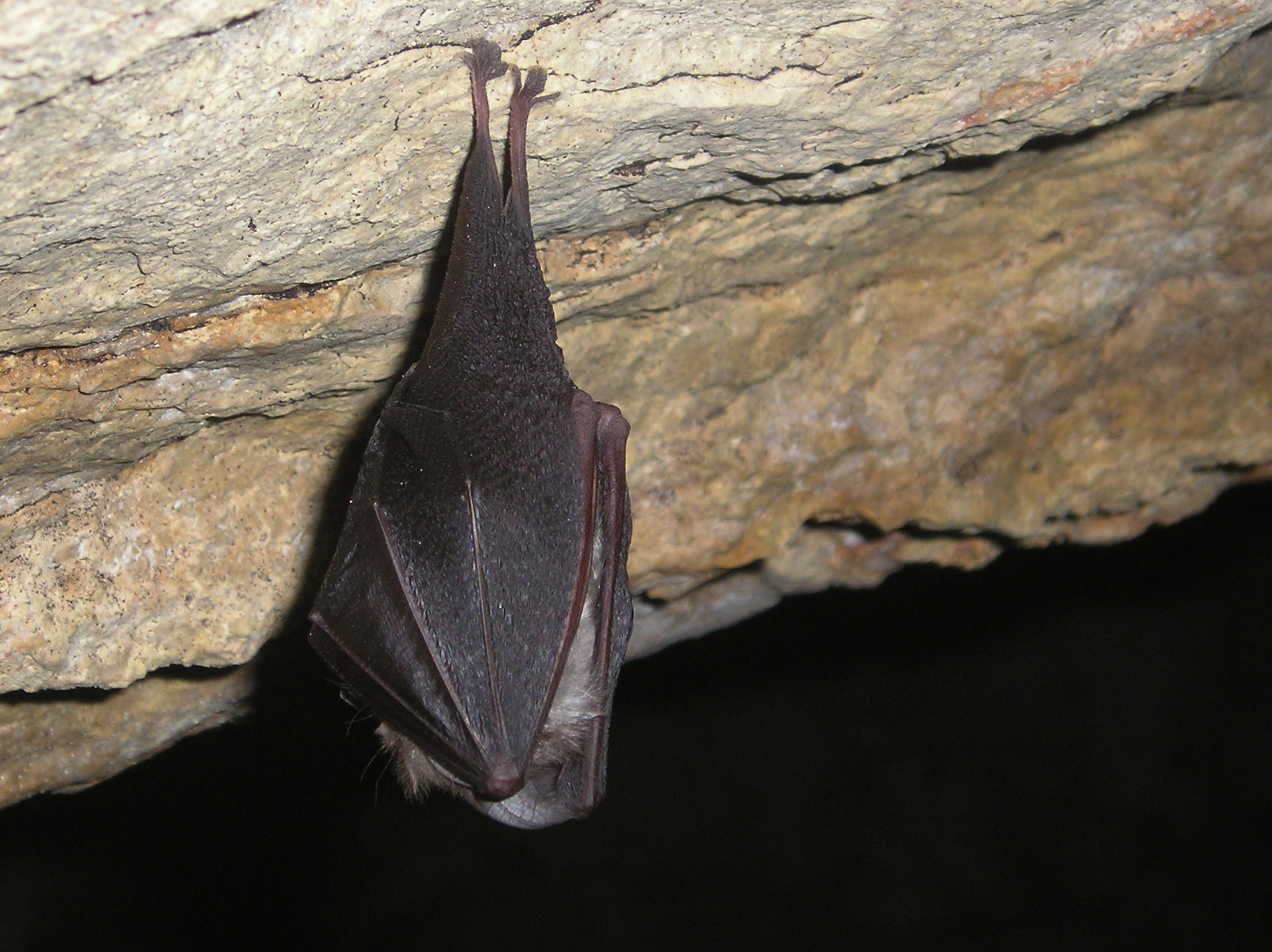
Un petit rhinolophe suspendu dans une grotte, en hiver.

En hiver, le Petit rhinolophe cherche un abri pour l'hivernation, avant tout dans des grottes ainsi que des caves dans les villages et parfois jusque dans les vieux centres urbains ou il affectionne les caves voûtées anciennes (comme à Bourges où une cinquantaine d'individus se répartissent dans une quinzaine de caves de l'hypercentre médiéval), mais aussi des mines, carrières et autres souterrains. On le trouve même parfois suspendu dans des anfractuosités au fond des puits ou dans des terriers de renard ou de blaireau. Le plus important est une hygrométrie forte et une température au-dessus de 7 °C, et surtout de la sécurité et du calme relatif, cette espèce étant très sensible au dérangement.
En été en revanche, comme gîte pour passer la journée, il préfère les milieux bâtis chauds (grenier de maison, comble d'église ou de château) pour y établir les petites colonies de maternité, le rhinolophe change de lieu à l’intérieur du bâtiment en fonction de la température. Dans le bassin méditerranéen cependant, les gîtes d'été sont plutôt dans des grottes ou des caves. Une colonie maternelle a été identifiée en 2011 en Tunisie au sud d'Ain Draham sous le toit et dans les chambres d'un hôtel abandonné dans une zone boisée : cette localisation inhabituelle montre qu'il est possible au sud de la Méditerranée que l'espèce puisse préférer une telle exposition dans des bâtiments abandonnés à une localisation sous le couvert boisé, dans des grottes ou galeries de mines
Espèce réputée très sédentaire, le Petit rhinolophe se déplace assez peu entre le gîte d'hivernation et le gîte d'été, généralement pas plus de quelques kilomètres (avec cependant un record connu de 153 km, ce qui reste inférieur aux déplacements de beaucoup d'autres chiroptères), il est même assez fréquent que les petits rhinolophes installés dans la cave d'une maison pour l’hiver s’installent ensuite en été dans la toiture de la même maison si celle-ci leur convient.

## Alimentation et mode de chasse
Comme tous les chiroptères européens, le petit rhinolophe est un insectivore nocturne, mais celui-ci est plus particulièrement spécialisé dans la chasse de petits insectes assez lents attrapés avec beaucoup d'agilité dans la végétation buissonnante entre 2 et 5 mètres de hauteur principalement. Les proies sont attrapés en vol avec un vol plutôt lent mais très agile et papillonnant dans la végétation, il est capable de cueillir ses proies sur les feuilles, et il s'aventure même entre les tiges de chardon des mégaphorbiaies. En forêt, il chasse dans la strate arbustive plutôt à faible hauteur, mais aussi dans les couronnes des arbres et au raz du sol. Il est très opportuniste dans le choix de ses proies selon leur abondance et leur disponibilité au cours de l'année : ce sont essentiellement de petits diptères (tipules, moustiques, chironomes), mais aussi des petits hyménoptères, chrysopes, et petits lépidoptères nocturnes ; cela est complété par des trichoptères, des petits coléoptères, des pucerons volants et des araignées cueillies sur leurs toiles.
Les animaux sortent pour chasser environ un quart d'heure après le coucher du soleil, afin d'éviter les rapaces diurnes. Ils se déplacent dans les forêts ou en longeant les haies, la portée de leurs ultrasons n'étant que de cinq mètres.

## Reproduction
La maturité sexuelle est atteinte vers 2 à 3 ans. Les animaux s'accouplent à l’automne dans les cavités souterraines, ils s'installent sur les sites de mise bas au cours du mois d'avril, les naissances s’échelonnent généralement de mi-juin à mi-juillet. L'autonomie des petits se fait au bout de six semaines.
Les femelles ne portent qu'un seul petit, et pas tous les ans. Les femelles gestantes se regroupent dans un bâtiment, généralement un grenier. Dans 90 % des cas, ceux-ci ont un toit d'ardoise : le matériau absorbe la chaleur ce qui permet aux rhinolophes de maintenir plus facilement une température de 24 ou 25 degrés Celcius. En cas de froid, les femelles portant leurs petits se regroupent et se resserrent, ce qui fait monter la température du groupe.
En cas de manque de nourriture, la femelle gestante peut refroidir son corps jusqu'à des conditions favorables, ce qui met en pause le développement embryonnaire.
La femelle est accrochée la tête en bas lorsque la naissance a lieu. En plus de ses deux mamelles, elle dispose également de deux tétines qui permettent à son petit de s'y accrocher avec les dents. Les premiers jours, la femelle chasse les insectes en transportant son petit avec elle. Celui-ci ouvre les yeux à partir de 7 jours et vole à partir de 13 jours.

## Effectifs et menaces
Le petit rhinolophe, qui était autrefois une des chauves-souris les plus fréquentes d'Europe, a connu un déclin dramatique dans le nord de son aire de répartition à partir du milieu du XXe siècle, tombant à moins de 1 % des effectifs d'autrefois, là où l’espèce n'a pas disparu. Disparu des Pays-Bas et du Luxembourg, le petit rhinolophe subsiste à l’état de noyaux résiduels en Grande-Bretagne, en Belgique, en Allemagne et en Suisse. Presque absent dans le nord de la France, l’espèce demeure présente un peu partout en France avec de très petites populations (de 1 à 30 individus) dispersées, l’espèce est donc aujourd'hui extrêmement rare, et son très faible taux de reproduction (un seul petit par femelle et par an, et les femelles ne se reproduisent pas tous les ans) fait que cette espèce est particulièrement vulnérable à long terme. Sa situation est plus favorable dans le Centre, en Bourgogne, en Champagne-Ardenne, en Lorraine, en Franche-Comté, en Rhône-Alpes, en Corse et en Midi-Pyrénées (les deux dernières régions accueillent plus de 50 % des effectifs français estivaux, soit seulement quelques milliers d'individus).
Les causes de ce déclin sont multiples : pertes de gîtes d'hivernation et d'estivage (fermeture des caves et charpentes, spéléologie amateur et vandalisme dans les grottes), pollution lumineuse, destruction d'habitats de chasse, notamment de zones bocagères et artificialisation des cours d'eau. Mais ces causes semblent être trop ponctuelles pour expliquer le déclin si brutal et général en quelques décennies, la cause majeure semble de loin être l'utilisation de certains pesticides particulièrement toxiques et persistants dans l’après-guerre, dans l'agriculture et le traitement des charpentes, et notamment le DDT et le lindane ; après l'interdiction du DDT, les effectifs se sont stabilisés et ne diminuent plus, ils remontent progressivement depuis les années 1990 mais très lentement. Le taux de multiplication et de recolonisation de cette espèce étant particulièrement lent, le petit rhinolophe ne retrouvera pas ses effectifs d'autrefois et demeurera longtemps une espèce très fragile. De nos jours, l’espèce souffre encore de la destruction et du morcellement de ses habitats,.

## Statut et protection
C'est une espèce protégée.
Convention de Berne du 19 septembre 1979 :
- Annexe 2 : Sont notamment interdits : a) toute forme de capture intentionnelle, de détention et de mise à mort intentionnelle; b) la détérioration ou la destruction intentionnelles des sites de reproduction ou des aires de repos; c) la perturbation intentionnelle de la faune sauvage, notamment durant la période de reproduction, de dépendance et d'hibernation, pour autant que la perturbation ait un effet significatif eu égard aux objectifs de la présente Convention; d) la destruction ou le ramassage intentionnels des œufs dans nature ou leur détention, même vides; e) la détention et le commerce interne de ces animaux, vivants ou morts, y compris des animaux naturalisés, et de toute partie ou de tout produit, facilement identifiables, obtenus à partir de l'animal, lorsque cette mesure contribue à l'efficacité des dispositions de cet article.

Directives européennes du 21 mai 1992 et du 27 octobre 1997 concernant la conservation des habitats naturels ainsi que de la faune et de la flore sauvages :
- CE/92/43 - Annexe 2 : Directive Faune-Flore-Habitat, annexe 2 : espèces animales et végétales d'intérêt communautaire dont la conservation nécessite la désignation de zones spéciales de conservation modifiée par la Directive 97/62/CE (espèce dont l'habitat doit être protégé).
- CE/92/43 - Annexe 4 : Directive Faune-Flore-Habitat, annexe 4 : espèce strictement protégée, la capture et la mise à mort intentionnelle est interdite tout comme la perturbation des phases critiques du cycle vital et la destruction de leurs aires de repos et de leurs sites de reproduction.

Convention de Bonn du 23 juin 1979 :
- Accord Chauve-souris : Convention de Bonn sur les espèces migratrices : Accord relatif à la conservation des chauves-souris en Europe : Extraits de l'article 3 sur les obligations fondamentales : 1. Chaque Partie interdit la capture, la détention ou la mise à mort intentionnelle des chauves-souris, sauf lorsqu'il est délivré un permis par son autorité compétente. 2. Chaque Partie identifie, sur le territoire relevant de sa juridiction, les sites qui sont importants pour l'état de la conservation des chauves-souris, notamment pour leur abri et leur protection. En tenant compte au besoin des considérations économiques et sociales, elle protège de tels sites de toute dégradation ou perturbation. Par ailleurs, chaque Partie s'efforce d'identifier et de protéger de toute dégradation ou perturbation les aires d'alimentation importantes pour les chauves-souris.

## Liste des sous-espèces
Selon Mammal Species of the World (version 3, 2005)  (14 mai 2010) :
- sous-espèce Rhinolophus hipposideros escalerae
- sous-espèce Rhinolophus hipposideros hipposideros
- sous-espèce Rhinolophus hipposideros majori
- sous-espèce Rhinolophus hipposideros midas
- sous-espèce Rhinolophus hipposideros minimus
- sous-espèce Rhinolophus hipposideros minutus